# Alva Academy
Alva Academy è una ''comprehensive school'' (scuola che comprende medie e superiori), da sei anni in servizio nelle città e nei villaggi di Alva, Menstrie, Tillicoultry, Coalsnaughton, Devonside, Dollar e Muckhart, tutti nel Clackmannanshire, in Scozia. L'appello conta più di 1700 studenti. La scuola è nella top 5 delle migliori scuole formanti della Scozia. Ha sei scuole primarie associate - Alva, Menstrie, Tillicoultry, Coalsnaughton, Strathdevon e Muckhart.

## Storia
L'Alva Academy in origine è stata fondata intorno al 1860 dai residenti della città per superare le mancanze di educazione civile. Il cambio di tipo di educazione e un costante registro scolastico hanno forzato un regolare cambiamento per incontrare le crescenti richieste. L'avvento delle ''comprehensive school'' nell'anno 1967/68 ha visto le scuole di Tillicoultry e Alva in un'unione di sei anni.
La scuola gode tuttora di un eccellente rapporto con il Forth Valley College.
Essa è stata accreditata con l'Investors in People standard nel 2001 e riaccreditata nel 2004.